# Phyllomyza nigripalpis
Phyllomyza nigripalpis är en tvåvingeart som beskrevs av de Meijere 1914. Phyllomyza nigripalpis ingår i släktet Phyllomyza och familjen sprickflugor. Inga underarter finns listade i Catalogue of Life.